# Europapokal der Pokalsieger (Handball) 1991/92
Der Europapokal der Pokalsieger 1991/92 war die 17. Austragung des Wettbewerbs für europäische Handball-Pokalsieger. Die 26 teilnehmenden Mannschaften qualifizierten sich in ihren Heimatländern über den nationalen Pokalwettbewerb für den von der Internationalen Handballföderation (IHF) organisierten Europapokal. Im Finale setzte sich der ungarische Vertreter Bramac Veszprém gegen den automatisch qualifizierten Titelverteidiger TSV Milbertshofen durch (24:14, 27:20).

## Chronologie des Wettbewerbs

### Erste Runde
|                        | Gesamt |                     | Hinspiel | Rückspiel |
| ---------------------- | ------ | ------------------- | -------- | --------- |
| HV Hermes Den Haag     | 39:49  | RTV 1879 Basel      | 24:21    | 15:28     |
| IL Runar Sandefjord    | 41:33  | ÍBV Vestmannaeyja   | 21:14    | 20:19     |
| GOG Gudme              | 68:38  | Sjundeå IF          | 39:21    | 29:17     |
| TJ VSŽ Košice          | 58:36  | NSA Sofia           | 28:17    | 30:19     |
| ASKÖ Linz              | 51:45  | WKS Grunwald Poznań | 29:19    | 22:26     |
| Initia HC Hasselt      | 41:56  | Vénissieux HB       | 21:31    | 20:25     |
| Halkbank Ankara        | (a)    | Dinamo Astrachan    | 20:22    | —         |
| HB Dudelange           | 29:54  | TUSEM Essen         | 11:25    | 18:29 (b) |
| Pallamano Trieste      | 44:43  | Sporting Lissabon   | 22:23    | 22:20     |
| Maccabi Rischon LeZion | 53:50  | ESN Vrilissia       | 28:17    | 25:33     |

Die übrigen Vereine (Titelverteidiger TSV Milbertshofen, Elgorriaga Bidasoa, Bramac Veszprém, Irsta HF, CS Universitatea Craiova und RK Roter Stern Belgrad) zogen durch ein Freilos automatisch ins Achtelfinale ein.

### Achtelfinale
|                          | Gesamt   |                   | Hinspiel | Rückspiel |
| ------------------------ | -------- | ----------------- | -------- | --------- |
| Elgorriaga Bidasoa       | 37:43    | Bramac Veszprém   | 18:26    | 19:17     |
| IL Runar Sandefjord      | 35:35(A) | RTV 1879 Basel    | 20:18    | 15:17     |
| TJ VSŽ Košice            | 38:43    | GOG Gudme         | 21:17    | 17:26     |
| Maccabi Rischon LeZion   | 36:53    | ASKÖ Linz         | 24:27    | 12:26     |
| Dinamo Astrachan         | 34:32    | Vénissieux HB     | 21:15    | 13:17     |
| RK Roter Stern Belgrad   | 40:37    | Irsta HF          | 25:18    | 15:19     |
| CS Universitatea Craiova | 46:58    | TUSEM Essen       | 27:29    | 19:29     |
| Pallamano Trieste        | 44:54    | TSV Milbertshofen | 19:28    | 25:26     |

### Viertelfinale
|                   | Gesamt |                        | Hinspiel | Rückspiel |
| ----------------- | ------ | ---------------------- | -------- | --------- |
| Bramac Veszprém   | 57:39  | RTV 1879 Basel         | 31:20    | 26:19     |
| GOG Gudme         | 56:44  | ASKÖ Linz              | 30:17    | 26:27     |
| TUSEM Essen       | 38:35  | Dinamo Astrachan       | 22:14    | 16:21     |
| TSV Milbertshofen | 40:31  | RK Roter Stern Belgrad | 18:11    | 22:20     |

### Halbfinale
|                   | Gesamt |             | Hinspiel | Rückspiel |
| ----------------- | ------ | ----------- | -------- | --------- |
| Bramac Veszprém   | 50:40  | GOG Gudme   | 24:19    | 26:21     |
| TSV Milbertshofen | 35:33  | TUSEM Essen | 13:17    | 22:16     |

### Finale
Das Hinspiel fand am 2. Mai 1992 in Budapest und das Rückspiel am 17. Mai 1992 in München statt.
|                 | Gesamt |                   | Hinspiel     | Rückspiel   |
| --------------- | ------ | ----------------- | ------------ | ----------- |
| Bramac Veszprém | 51:34  | TSV Milbertshofen | 24:14 (10:9) | 27:20 (9:8) |